# Lista de prêmios e indicações recebidos por Shawn Mendes
Shawn Mendes é um cantor canadense, que recebeu 80 prêmios de 180 indicações.

## American Music Awards
O American Music Awards (AMA) é um prêmios americano criado em 1973 pelo canal CBS, para competir com o Grammy Awards, criado em 1958, que era exibido pelo canal até 1972, após isso mudou para o ABC.
| Ano  | Recipiente                      | Categoria                          | Resultado |
| ---- | ------------------------------- | ---------------------------------- | --------- |
| 2016 | Shawn Mendes                    | New Artist Of The Year             | Indicado  |
| 2017 | Shawn Mendes                    | Favorite Adult Contemporary Artist | Venceu    |
| 2018 | Shawn Mendes                    | Favorite Adult Contemporary Artist | Venceu    |
| 2018 | Shawn Mendes                    | Favorite Social Artist             | Indicado  |
| 2019 | "Señorita" (ft. Camila Cabello) | Collaboration of the Year          | Venceu    |

## BBC Radio 1 Teen's Awards
A premiação BBC Radio 1 Teen's Awards é organizada pela BBC Radio 1 anualmente. Shawn Mendes venceu dois prêmios.
| Ano  | Recipiente                       | Categoria                      | Resultado |
| ---- | -------------------------------- | ------------------------------ | --------- |
| 2016 | "Stitches"                       | Best Single                    | Venceu    |
| 2016 | Shawn Mendes                     | Best International Artist      | Venceu    |
| 2017 | Shawn Mendes                     | Best International Artist      | Indicado  |
| 2018 | Shawn Mendes                     | Best International Solo Artist | Venceu    |
| 2019 | Shawn Mendes                     | Best International Solo Artist | Indicado  |
| 2019 | "Señorita" (with Camila Cabello) | Best Single                    | Indicado  |

## Billboard Music Awards
Billboard Music Awards, patrocinado pela revista Billboard, é uma cerimónia de entrega de prémios nos Estados Unidos da América, para homenagear artistas da indústria musical.
| Ano  | Recipiente   | Categoria         | Resultado |
| ---- | ------------ | ----------------- | --------- |
| 2017 | Shawn Mendes | Top Artist        | Indicado  |
| 2017 | Shawn Mendes | Top Male Artist   | Indicado  |
| 2017 | Shawn Mendes | Top Social Artist | Indicado  |
| 2018 | Shawn Mendes | Top Social Artist | Indicado  |

## Canadian Music Awards
Os Canadian Music Awards são uma série anual de prêmios apresentados pela Associação Canadense de Radiodifusores que fazem parte da Semana de Música Canadense.
| Ano  | Recipiente                        | Categoria                          | Resultado |
| ---- | --------------------------------- | ---------------------------------- | --------- |
| 2015 | "Life of the Party"               | Best New Group or Solo Artist: CHR | Indicado  |
| 2016 | "Something Big"                   | Song Of The Year                   | Indicado  |
| 2016 | "Stitches"                        | Song Of The Year                   | Indicado  |
| 2016 | Shawn Mendes                      | Chart Topper Award                 | Venceu    |
| 2016 | Shawn Mendes                      | Fans Choice                        | Indicado  |
| 2017 | Shawn Mendes                      | Fans Choice                        | Indicado  |
| 2017 | "Treat You Better"                | Song Of The Year                   | Indicado  |
| 2018 | Shawn Mendes                      | Male Artist of the Year            | Indicado  |
| 2018 | "All We Got"                      | Best Cover Song                    | Indicado  |
| 2018 | Mendes Army                       | Best Fan Army                      | Indicado  |
| 2018 | "There's Nothing Holdin' Me Back" | Best Lyrics                        | Indicado  |
| 2018 | "There's Nothing Holdin' Me Back" | Best Music Video                   | Indicado  |

## Canada's Walk of Fame
| Ano  | Recipiente   | Categoria            | Resultado |
| ---- | ------------ | -------------------- | --------- |
| 2015 | Shawn Mendes | Allan Slaight Honour | Venceu    |

## Grammy Awards
| Ano  | Recipiente                  | Categoria                      | Resultado |
| ---- | --------------------------- | ------------------------------ | --------- |
| 2019 | Shawn Mendes                | Best Pop Vocal Album           | Indicado  |
| 2019 | In My Blood                 | Song of the Year               | Indicado  |
| 2020 | Señorita ft. Camila Cabello | Best Pop Duo/Group Performance | Indicado  |

## iHeartRadio Music Awards
iHeartRadio Music Awards é um show de prêmios de música fundada pelo iHeartRadio em 2014 para reconhecer os artistas e músicas mais populares no ano passado, como determinado pelos ouvintes da rede.
| Ano  | Recipiente                        | Categoria               | Resultado |
| ---- | --------------------------------- | ----------------------- | --------- |
| 2015 | Shawn Mendes                      | Best Fan Army           | Indicado  |
| 2016 | Shawn Mendes                      | Best New Artist         | Indicado  |
| 2016 | Shawn Mendes                      | Best Fan Army           | Indicado  |
| 2017 | Shawn Mendes                      | Best Male Artist        | Indicado  |
| 2017 | Shawn Mendes                      | Best Fans               | Indicado  |
| 2017 | "Here"                            | Best Cover              | Indicado  |
| 2018 | Shawn Mendes                      | Male Artist of the Year | Indicado  |
| 2018 | Shawn Mendes                      | Best Fan Army           | Indicado  |
| 2018 | "There's Nothing Holdin' Me Back" | Best Music Video        | Indicado  |
| 2018 | "There's Nothing Holdin' Me Back" | Best Lyrics             | Indicado  |
| 2018 | "All We Got"                      | Best Cover Song         | Indicado  |
| 2019 | Shawn Mendes                      | Male Artist of the Year | Indicado  |
| 2019 | Shawn Mendes                      | Best Fan Army           | Indicado  |
| 2019 | "In My Blood"                     | Best Lyric              | Indicado  |
| 2019 | "Under Pressure"                  | Best Cover Song         | Indicado  |
| 2019 | "Youth"                           | Song That Left Us Shook | Indicado  |
| 2020 | "Senorita"                        | Best Colloboration      | Venceu    |

## Juno Awards
Os prêmios Juno são concedidos anualmente pela Academia Canadense de Artes e Ciências Fonográficas (Canadian Academy of Recording Arts and Sciences) para honrar a excelência de cantores e músicos canadenses.
| Ano  | Recipiente                        | Categoria                       | Resultado |
| ---- | --------------------------------- | ------------------------------- | --------- |
| 2015 | Shawn Mendes                      | Breakthrough Artist of the Year | Indicado  |
| 2016 | Shawn Mendes                      | Choice of Fans                  | Indicado  |
| 2016 | Handwritten                       | Album of the Year               | Indicado  |
| 2016 | Handwritten                       | Pop Album of the Year           | Indicado  |
| 2017 | Shawn Mendes                      | Artist of the Year              | Indicado  |
| 2017 | Shawn Mendes                      | Choice of Fans                  | Venceu    |
| 2017 | Illuminate                        | Album of the Year               | Indicado  |
| 2017 | Illuminate                        | Pop Album of the Year           | Indicado  |
| 2017 | "Treat You Better"                | Single of the Year              | Indicado  |
| 2018 | Shawn Mendes                      | Fan Choice Award                | Venceu    |
| 2018 | "There's Nothing Holdin' Me Back" | Single of the Year              | Venceu    |

## Karv L’anti Gala
| Ano  | Recipiente      | Categoria                           | Resultado |
| ---- | --------------- | ----------------------------------- | --------- |
| 2015 | "Something Big" | Ma toune de l’année (Música do Ano) | Venceu    |

## Kids’ Choice Awards
O Kids' Choice Awards (acrônimo KCA) é uma premiação do cinema, televisão, e música americana criado em 1988 pelo canal de TV a cabo Nickelodeon. Atualmente é a maior prêmiação infantil do planeta.
| Ano  | Recipiente    | Categoria            | Resultado |
| ---- | ------------- | -------------------- | --------- |
| 2016 | Shawn Mendes  | Best New Artist      | Venceu    |
| 2017 | Shawn Mendes  | Best Male Artist     | Venceu    |
| 2019 | Shawn Mendes  | Favorite Male Artist | Venceu    |
| 2019 | "In My Blood" | Favorite Song        | Indicado  |

## Melty Future Awards
| Ano  | Recipiente   | Categoria                    | Resultado |
| ---- | ------------ | ---------------------------- | --------- |
| 2015 | Shawn Mendes | Prix Internacional Masculino | Indicado  |

## MTV

### Europe Music Awards
| Ano  | Recipiente   | Categoria          | Resultado |
| ---- | ------------ | ------------------ | --------- |
| 2015 | Shawn Mendes | Best Push Act      | Venceu    |
| 2015 | Shawn Mendes | Best New Act       | Venceu    |
| 2015 | Shawn Mendes | Best Canadian Act  | Indicado  |
| 2016 | Shawn Mendes | Best Global Artist | Venceu    |
| 2016 | Shawn Mendes | Best Male Artist   | Venceu    |
| 2016 | Shawn Mendes | Best Fãns          | Indicado  |
| 2016 | Shawn Mendes | Best Pop Artist    | Indicado  |
| 2017 | Shawn Mendes | Best Fans          | Venceu    |
| 2017 | Shawn Mendes | Best Canadian      | Venceu    |
| 2017 | Shawn Mendes | Best Pop Artist    | Indicado  |
| 2017 | Shawn Mendes | Best Male Artist   | Venceu    |
| 2017 | Shawn Mendes | Year Off Music     | Venceu    |
| 2017 | Shawn Mendes | Best Artist        | Venceu    |
| 2018 | Shawn Mendes | Best Pop           | Indicado  |
| 2018 | Shawn Mendes | Best Live          | Venceu    |
| 2018 | Shawn Mendes | Biggest Fans       | Indicado  |

### Video Music Awards
| Ano  | Recipiente | Categoria              | Resultado |
| ---- | ---------- | ---------------------- | --------- |
| 2019 | “Señorita” | Melhor Colaboração     | Venceu    |
| 2019 | “Señorita” | Melhor Cinematografia  | Venceu    |
| 2019 | “Señorita” | Melhor Direção de Arte | Indicado  |
| 2019 | “Señorita” | Melhor Coreografia     | Indicado  |
| 2019 | “Señorita” | Canção do Verão        | Indicado  |

## MuchMusic Video Awards
| Ano  | Recipiente      | Categoria                | Resultado |
| ---- | --------------- | ------------------------ | --------- |
| 2015 | Shawn Mendes    | Most Buzzworthy Canadian | Indicado  |
| 2015 | "Something Big" | Best Pop Video           | Venceu    |

## People’s Choice Awards
| Ano  | Recipiente    | Categoria                             | Resultado |
| ---- | ------------- | ------------------------------------- | --------- |
| 2016 | Shawn Mendes  | Favorite Breakthrough Artist          | Venceu    |
| 2017 | Shawn Mendes  | Favorite Male Artist                  | Indicado  |
| 2018 | Shawn Mendes  | The Male Artist of 2018               | Venceu    |
| 2018 | Shawn Mendes  | The Most Hype Worthy Canadian of 2018 | Indicado  |
| 2018 | Shawn Mendes  | The Album of 2018                     | Indicado  |
| 2018 | "In My Blood" | The Song of 2018                      | Indicado  |
| 2019 | Shawn Mendes  | The Male Artist of 2019               | Pendente  |
| 2019 | Shawn Mendes  | The Social Celebrity of 2019          | Pendente  |
| 2019 | "Señorita"    | The Song of 2019                      | Pendente  |
| 2019 | "Señorita"    | The Music Video of 2019               | Pendente  |

## Radio Disney Music Awards
| Ano  | Recipiente         | Categoria        | Resultado |
| ---- | ------------------ | ---------------- | --------- |
| 2015 | Shawn Mendes       | Best New Artist  | Indicado  |
| 2017 | Shawn Mendes       | Best Male Artist | Pendente  |
| 2017 | Shawn Mendes       | Best Fans        | Pendente  |
| 2017 | "Treat You Better" | Song of The Year | Venceu    |

## Shorty Awards
| Ano  | Recipiente   | Categoria     | Resultado |
| ---- | ------------ | ------------- | --------- |
| 2015 | Shawn Mendes | Vine Musician | Venceu    |

## Streamy Awards
| Ano  | Recipiente   | Categoria           | Resultado |
| ---- | ------------ | ------------------- | --------- |
| 2015 | Shawn Mendes | Breakthrough Artist | Venceu    |

## Teen Choice Awards
O Teen Choice Awards é uma premiação anual feita pela FOX, conhecido também como TCA. O programa homenageia as maiores realizações do ano nas áreas da música.
| Ano  | Recipiente                        | Categoria                           | Resultado |
| ---- | --------------------------------- | ----------------------------------- | --------- |
| 2014 | Shawn Mendes                      | Choice Viner                        | Indicado  |
| 2014 | Shawn Mendes                      | Choice Web Star: Male               | Indicado  |
| 2014 | Shawn Mendes                      | Choice Web Star: Music              | Venceu    |
| 2015 | Shawn Mendes                      | Choice Male Artist                  | Indicado  |
| 2015 | Shawn Mendes                      | Choice Summer Music Star            | Indicado  |
| 2015 | Shawn Mendes                      | Choice Web Star: Music              | Venceu    |
| 2015 | "Stitches"                        | Choice Song: Male Artist            | Indicado  |
| 2015 | "Believe"                         | Choice Song from a Movie or TV Show | Indicado  |
| 2016 | Shawn Mendes                      | Choice Male Artist                  | Indicado  |
| 2016 | Shawn Mendes                      | Choice Summer Music Star: Male      | Indicado  |
| 2016 | "I Know What You Did Last Summer" | Choice Music: Break-Up Song         | Indicado  |
| 2016 | Shawn Mendes World Tour           | Choice Summer Tour                  | Indicado  |

## Teen Music Awards
| Ano  | Recipiente   | Categoria            | Resultado |
| ---- | ------------ | -------------------- | --------- |
| 2015 | Shawn Mendes | Best New Artist      | Venceu    |
| 2015 | Shawn Mendes | Best Look            | Indicado  |
| 2015 | Shawn Mendes | Best Fandom          | Indicado  |
| 2015 | Shawn Mendes | Best Canadian Artist | Indicado  |

## Teen World Awards
| Ano  | Recipiente   | Categoria                  | Resultado |
| ---- | ------------ | -------------------------- | --------- |
| 2015 | Shawn Mendes | Best New Artist            | Venceu    |
| 2015 | Shawn Mendes | Best Crush Artist          | Venceu    |
| 2015 | Shawn Mendes | Best Canadian Artist       | Venceu    |
| 2015 | Shawn Mendes | Best North American Artist | Indicado  |
| 2015 | "Stitches"   | Best Male Single           | Indicado  |